# Journalistenpreis „Historische Wertpapiere und Finanzgeschichte“
Der Journalistenpreis „Historische Wertpapiere und Finanzgeschichte“ ist eine gemeinsame Initiative der HWPH Historisches Wertpapierhaus AG und der Scripovest AG und wird seit 2019 von der HIWEPA AG unterstützt. Diese Gemeinschaft hat sich zum Ziel gesetzt, auf neutralem Wege die Scripophilie bekannt zu machen sowie die Verbreitung des damit einhergehenden Wissens zu fördern.
Der Preis soll gründlich recherchierten Journalismus über Themen rund um Historische Wertpapiere und Finanzgeschichte fördern und diese Bereiche einem breiten Publikum zugänglich machen. Ausgezeichnet werden Autoren, die Themenbereiche oder Teilaspekte kompetent aufarbeiten, eingehend analysieren und dem Laien allgemein verständlich vermitteln.
Der Preis wurde erstmals im Jahr 2011 ausgeschrieben. Das Preisgeld für den Gewinner beträgt 500 Euro. Eine Experten-Jury legt die Preisträger fest.

## Preisträger

### 2019
- Manfred Rösch (für die seit 2010 in der Finanz und Wirtschaft erscheinende Rubrik „Nonvaleur“)

### 2018
- Erik Meyer (für sein Buch Wogau & Co. – Das größte deutsche Handelshaus im russischen Zarenreich)

### 2017
- Horst Klophaus (für seine Facebook-Seite „Bahnen: Aktuelles, Geschichten, Finanzierung“)

### 2016
- Franky Leeuwerck (für leeuwerck.blogspot.de)

### 2015
- Werner Thiele (für freizeithistoriker.wordpress.com)[1]

### 2014
- Peter Christen (für wertpapiergeschichte.wordpress.com)[2]

### 2013
- Hans-Georg Glasemann (für nonvaleurs.de) in der Kategorie „Elektronische Medien“
- Stefan Jäger und Wolf Truchsess von Wetzhausen (Westend Film & TV Produktion GmbH) in der Kategorie „Printmedien/Film“

### 2012
- Ulrich W. Hanke (für die WirtschaftsWoche, hankes-boersen-bibliothek.de) in der Kategorie „Elektronische Medien“
- Armin Schmitz (für die Börsenzeitung) in der Kategorie „Printmedien“

### 2011
- Maike Brzoska (für die Süddeutsche Zeitung) in der Kategorie „Printmedien Deutschland“
- Enrico Ghidelli (für ghidelli.net) in der Kategorie „Elektronische Medien“
- Jeroen Molenaar (für Bloomberg) in der Kategorie „Printmedien International“